# Helen Meany
Helen Meany (Nueva York, Estados Unidos, 15 de diciembre de 1904-21 de julio de 1991) fue una clavadista o saltadora de trampolín estadounidense especializada en plataforma de 10 metros, donde consiguió ser campeona olímpica en 1928.

## Carrera deportiva
En los Juegos Olímpicos de 1928 celebrados en Ámsterdam (Países Bajos) ganó la medalla de oro en los saltos desde la plataforma de 10 metros, con una puntuación de 78 puntos, por delante de sus compatriotas Dorothy Poynton y Georgia Coleman.